# Заалтайская Гоби
Заалтайская Гоби — пустыня, расположенная на юго-западе Монголии, является частью цепочки пустынь Гоби. Ограничена Монгольским Алтаем на севере и горами Атас-Богдо и Цаган-Богдо на юге. Занимает бессточную замкнутую впадину Ингэни-Хобур на высоте 700—1800 м (минимальная высота 532 м), пересечённую сухими руслами временных водотоков (сайры). Почва каменистая, местами песчано-щебнистая.
Растительность редкая (саксаул, эфедра и другие), возле немногочисленных родников есть заросли тростника, тамариска, джиды, разнолистного тополя, верблюжьей колючки, на заболоченных, засоленных участках — солянки.
В Заалтайской Гоби сохранились антилопа джейран, кулан, изредка встречаются дикий верблюд, в горах — гобийский медведь.